# Dronning Sonja Kunststall
Dronning Sonja Kunststall är ett konstmuseum och en konsertsal inrymt i det tidigare stallet vid Kungliga slottet i Oslo. Slottet, parken och byggnaderna ägs av norska staten men disponeras av kungafamiljen.
Stallet, som ritades av arkitekt   
Hans Linstow, ligger i den sydvästra delen av slottsparken. Det invigdes samtidigt med slottet år 1849 och hade plats för 38 hästar. Mellan 1908 och 1911 byggdes det om till ett ridhus efter mönster från  Royal Mews vid Buckingham Palace i London. Byggnaden  användes som ridhus till 1940 och senare som lager och garage.
Museet är en gåva från kung Harald V av Norge till drottning Sonja på hennes 80 års födelsedag. Byggnaden har renoverats och museet öppnade för allmänheten den 4 juli 2017. Det är öppet mellan mars och september och visar främst konst och historiska föremål från kungahusets samlingar.